# Zemunski klan
Zemunski klan je eden od klanov srbske mafije s sedežem v beograjski občini Zemun. Vrhunec moči in vplivnosti je dosegel med letoma 2000 in 2003, nakar so bili številni njegovi pripadniki prijeti ali ubiti v policijski operaciji "Sablja", ki je sledila atentatu na premierja Zorana Đinđića.